# Форсайт, Алекс
Алекса́ндер Фо́рсайт (англ. Alexander Forsyth; 5 февраля 1952, Глазго), более известный как Алекс Форсайт (англ. Alex Forsyth) — шотландский футболист, выступавший на позиции правого крайнего защитника в 1970-е — начале 1980-х годов.

## Клубная карьера
Уроженец Глазго, Алекс проходил стажировку в молодёжной академии лондонского «Арсенала» в 1967 году, но вскоре вернулся на родину.
В 1970 году подписал свой первый профессиональный контракт с клубом «Партик Тисл». В 1971 году его команда обыграла в финале Кубка шотландской лиги «Селтик» со счётом 4:1. В декабре 1972 года перешёл в английский клуб «Манчестер Юнайтед» за £100 000. Дебютировал за «Юнайтед» 6 января 1973 года в матче против «Арсенала». Провёл в клубе шесть сезонов и помог своей команде выйти в в финал Кубка Англии 1976 года, в котором «Юнайтед» уступил «Саутгемптону» с минимальным счётом. В следующем году «Юнайтед» вновь сыграл в финале Кубка Англии, и на этот раз взял трофей, однако Форсайт в заявку на матч не попал. Обычно Алекс выступал на позиции правого крайнего защитника, совершая проходы по правой бровке и нередко наносил удары по воротам соперника с дальней дистанции. Всего провёл за «Манчестер Юнайтед» 119 матчей и забил 5 голов.
В августе 1978 года на правах свободного агента перешёл в шотландский «Рейнджерс». Впоследствии выступал за шотландские клубы «Мотеруэлл», «Гамильтон Академикал» и «Куин оф зе Саут».

## Карьера в сборной
С 1972 по 1975 годы провёл 10 матчей за национальную сборную Шотландии.

## После завершения карьеры
В настоящее время Алекс управляет баром Auld Hoose в Гамильтоне.